# Фернана
Фернана (араб. فرنانة) — місто в Тунісі. Входить до складу вілаєту Джендуба. Станом на 2004 рік тут проживало 2 395 осіб.